# Antoine Ier (roi de Saxe)
Pour les articles homonymes, voir Antoine Ier.
Antoine Ier de Saxe (en allemand : Anton Clemens Theodor Maria Joseph Johann Evangelista Johann Nepomuk Franz Xavier Aloys Januar von Sachsen), né le 27 décembre 1755 à Dresde, et mort le 6 juin 1836 dans la même ville, est de 1827 à 1836 le second roi de Saxe.
Il est le quatrième fils de Frédéric IV de Saxe et de son épouse Marie-Antoinette de Bavière.

## Biographie

### Avant le règne (1755-1827)

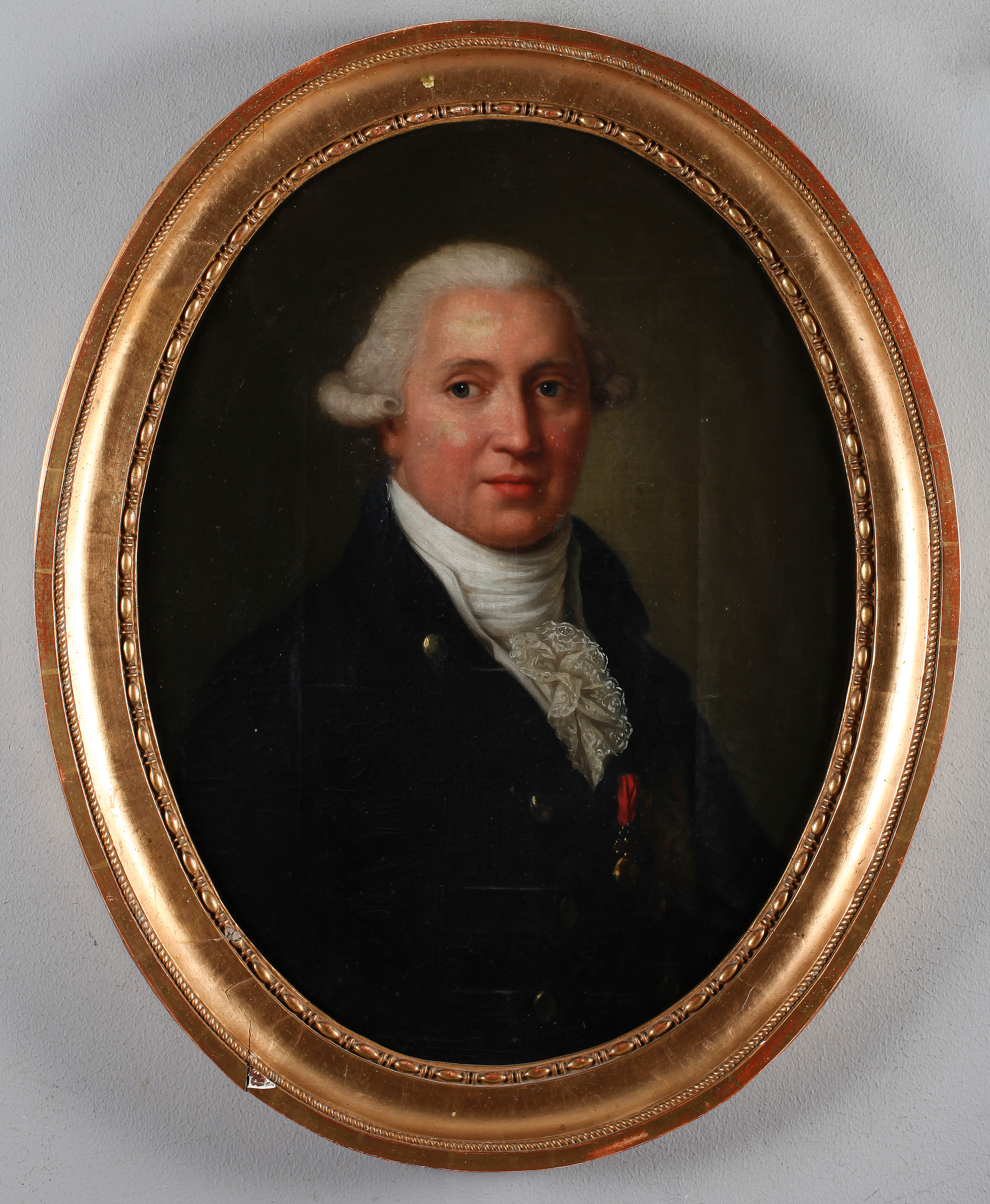
Portrait du prince Antoine de Saxe.

Doté de peu de chances de participer à la politique de l'électorat de Saxe ou de recevoir une terre de son frère aîné Frédéric-Auguste, Antoine vit dans l'ombre. Aucun électeur de Saxe après Jean-Georges Ier au XVIIe siècle n'a en effet donné d'apanages à son jeune fils.
Durant les premières années du règne de son frère aîné comme électeur de Saxe, Antoine est le second dans l'ordre de succession. La mort de son frère aîné Charles en 1781 fait de lui l'héritier présomptif de l'électorat.
Sa tante Marie-Josèphe de Saxe, dauphine de France, songe un temps à sa fille aînée Marie-Zéphyrine comme future épouse pour Antoine, mais l'enfant meurt à l'âge de cinq ans. Plus tard, Clotilde, autre fille de la dauphine, est à son tour promise à son cousin avant d'épouser le prince Charles-Emmanuel de Savoie qui deviendra roi de Sardaigne.
Antoine épouse finalement le 24 octobre 1781 à Dresde Marie-Caroline de Savoie (1764 – 1782), fille du roi Victor-Amédée III de Sardaigne et de son épouse Marie-Antoinette d'Espagne. Elle meurt cependant de la variole un an seulement après le mariage, sans avoir donné d'enfant à son époux.
Veuf, Antoine se remarie le 18 octobre 1787 à Dresde avec Marie-Thérèse d'Autriche (1767 – 1827), fille aînée de l'empereur Léopold II du Saint-Empire et de son épouse Marie-Louise d'Espagne. Marie-Thérèse ne sera reine-consort de Saxe que durant six mois.
Le couple donne naissance à quatre enfants, mais aucun ne vivra plus de deux ans :
- Marie-Ludovica de Saxe (14 mars 1795 – 25 avril 1796) ;
- Frédéric-Auguste de Saxe (mort-né le 5 avril 1796) ;
- Marie-Jeanne de Saxe (5 avril 1798 – 30 octobre 1799) ;
- Marie-Thérèse de Saxe (mort-née le 15 octobre 1799).

Cousin germain du roi Louis XVI de France et neveu par sa femme de la reine Marie-Antoinette, la révolution Française le frappe dans ses proches. Son oncle Clément Wenceslas de Saxe archevêque-électeur de Trêves, accueille sur ses terres et dans sa capitale Coblence la famille royale en exil et les opposants Français à la révolution.
Cela n'empêche son frère de se soumettre et de s'allier à l'empire. La Saxe devient un royaume en 1805. Héritier des derniers rois de Pologne élus, le roi de Saxe étant en même temps grand-duc de Varsovie.  À partir de 1806, Antoine devient l'héritier du royaume de Saxe.
La campagne de Russie sonne le glas de l'empire Français dont les troupes sont battues à la Bataille de Leipzig . Malgré son ralliement aux alliés, la Saxe paie chèrement son alliance avec "l'ogre corse". Le grand-duché de Varsovie est partagé entre ses voisins et la Saxe amputée au profit de la Prusse.

### Roi de Saxe (1827-1836)

Antoine Ier de Saxe.

Le 5 mai 1827, Frédéric-Auguste Ier meurt et Antoine lui succède. Âgé de 71 ans, beau-frère de l'empereur François Ier d'Autriche, il perd sa femme en novembre de la même année. Ses quatre enfants sont morts au berceau.
Le nouveau souverain est complètement inexpérimenté pour le gouvernement ; il ne montre donc aucune intention d'initier des changements profonds dans la politique étrangère où intérieure.
À cette époque, les diplomates prussiens discutent de l'octroi de la Rhénanie prussienne, majoritairement catholique, au roi catholique Antoine, en échange de la Saxe luthérienne, mais ces pourparlers n'aboutissent pas. Sur le plan privé, le roi est considéré comme sujet à une bigoterie intense.
La Révolution de Juillet qui a lieu en France à l'été 1830 marque le début de troubles en Saxe à partir de l'automne suivant. Ceux-ci sont dirigés principalement contre l'ancienne Constitution. Le peuple réclamant un jeune régent, Antoine nomme donc son neveu Frédéric-Auguste prince co-régent. Une autre conséquence est une modification de la Constitution en septembre 1831 qui transforme le royaume de Saxe en monarchie constitutionnelle.
Le 7 janvier 1833, lors de l'ouverture de l'assemblée des États de Saxe à Dresde, le roi laisse la parole au ministre Lindenau, lequel se réjouit de voir établie une nouvelle représentation nationale qui permettra nombre de développements dans plusieurs domaines : justice (nouveaux magistrats, nouvelles lois, nouveaux codes en matière criminelle, abolition des instances privilégiées, organisation des cours patrimoniales), religion (réforme et règlements des lois sur l'Église protestante), enseignement (projet de loi spéciale sur l'administration de la dette publique afin de financer les établissements scolaires) et commerce (union de la Saxe à une plus grande association de douane et de commerce de l'Allemagne).
L'entrée de la Saxe dans le Zollverein en 1834 permet au commerce et à l'industrie de s'épanouir. Déjà en mars 1833, dans le même esprit, la Saxe avait accédé à la ligne prussienne en matière de tarifs douaniers, conquérant dès lors un marché de onze millions de consommateurs prussiens.
Le 6 juin 1836, Antoine Ier meurt sans descendance après une maladie pulmonaire de plusieurs jours. Il est alors le souverain le plus âgé d'Europe. Il est inhumé dans la crypte royale de la cathédrale de la Sainte-Trinité à Dresde auprès de ses deux épouses et de ses quatre enfants.
Son neveu lui succède sous le nom de Frédéric-Auguste II de Saxe.